# Offenbach-Rumpenheim
Rumpenheim er en bydel i Offenbach am Main. I december 2015 havde Rumpenheim omkring 5.280 indbyggere.
50°07′47″N 8°47′53″Ø / 50.1297°N 8.7981°Ø